# Heinz Schürmann
 (mai 2023).
Heinz Schürmann (né le 18 janvier 1913 à Bochum et mort le 11 décembre 1999 à Erfurt) est un théologien catholique romain et spécialiste du Nouveau Testament.

## Biographie
Après des études de philosophie et de théologie catholique à Paderborn et Tübingen de 1932 à 1937, il est ordonné prêtre en avril 1938. Jusqu'en 1946, il travaille comme pasteur dans les communautés de Bernbourg, Osterwieck et Nienbourg. Après avoir été préfet du séminaire de Bad Driburg, il soutient en 1948 sa thèse de doctorat sur la Cène chez Luc, est habilité en 1952 et commence à enseigner au nouveau Studium d'Erfurt à partir de 1953, où il a notamment pour étudiants Joachim Wanke et le spécialiste du Nouveau Testament Claus-Peter März. Il prend sa retraite en 1978.
Il est peritus lors du concile Vatican II, puis membre de la Commission Théologique Internationale de 1969 à 1986, et consulteur de la Commission Biblique Pontificale.

## Honneurs et distinction
Il est docteur honoris causa des universités de Bochum, Paderborn, Louvain, Uppsala, Aberdeen, Vienne et Strasbourg. La bague d'honneur de la Société Görres lui est décernée en 1995.

### Sources
- (de) Christoph Schmitt, « Heinz Schürmann », dans Biographisch-Bibliographisches Kirchenlexikon (BBKL), vol. 18, Herzberg, 2001 (ISBN 3-88309-086-7, lire en ligne), colonnes 1300–1310, bautz.de
- (de) Claus-Peter März, « Schürmann, Heinz », dans Neue Deutsche Biographie (NDB), vol. 23, Berlin, Duncker & Humblot, 2007, p. 647 (original numérisé).